# 香港鬥魚
香港鬥魚（學名：Macropodus hongkongensis，“或俗稱：冷飯皮”），鬥魚科魚類，一度被認為只分佈在香港東北部(曾有發現分佈於大嶼山)，但現時已證實亦分佈於廣東和福建。模式標本產地是沙羅洞，多棲息於在低地淡水濕地和流速緩慢的河溪。模式標本及對模式標本現藏於德國柏林洪堡大學自然博物館。
曾被誤認為產於越南的黑叉尾鬥魚（誤認學名為 Macropodus concolor），在1999年於香港發現時以為是一個舊有物種的產區增加記錄，其後於2002年確認為未曾被發表科學描述的世界新種，由於首先發現於香港境內，因此描述者以此為種名作紀念。
全球最大的香港鬥魚棲息地為西貢深涌，但已於1999年被發現遭受私人發展商破壞，令香港鬥魚在深涌數量大幅減少，保育人士進行緊急的拯救，將沼澤僅餘發現的鬥魚送到嘉道理農場暨植物園。
由於分佈過於狹窄，加上城市發展等威脅，令香港鬥魚面臨絕種威脅，香港政府正進行保育計畫。嘉道理農場暨植物園動物保育部亦為了繁殖，保護香港鬥魚這個瀕危物種，飼養了一定數量的個體，以進行保育繁殖的計劃。
2018年，有攝影師以紀錄片形式以鬥魚為主題拍攝短片, 帶出發展與生態的平衡。